# With Confidence
A With Confidence é uma banda de pop punk australiana formada em 2012 na capital Sydney. A banda é formada pelo vocalista e baixista Jayden Seeley, além do vocalista e guitarrista Inigo Del Carmen e do baterista Joshua Brozzesi.

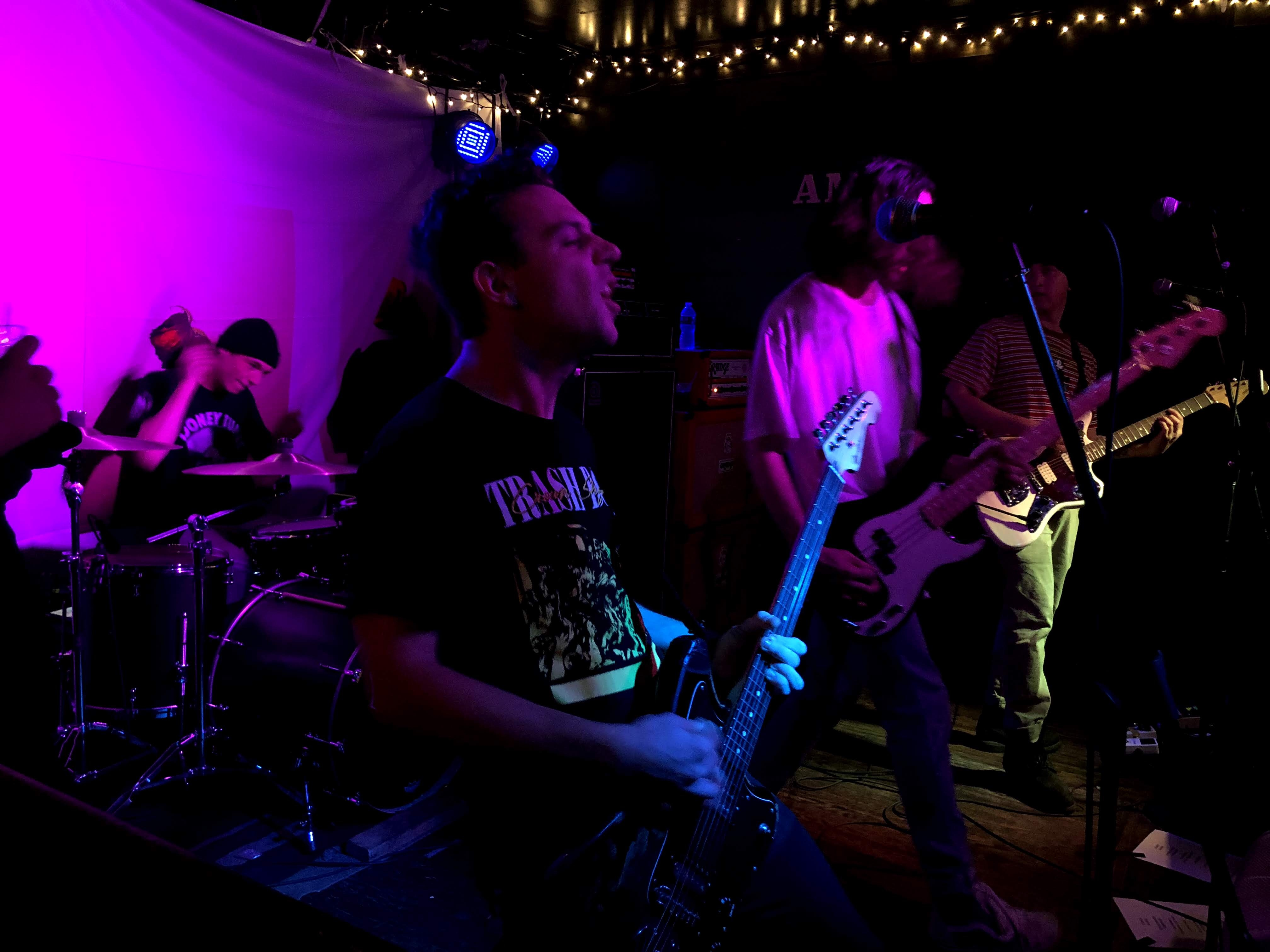
Banda With Confidence realizando uma apresentação no Amityville Music Hall em Amityville, NY

## História
A With Confidence se formou em meados de 2012, composta por Jayden Seeley e seus amigos de escola Josh Brozzesi e Samuel Haynes. Pouco tempo depois, Inigo Del Carmen entrou para banda, e os quatro começaram a postar vídeos no YouTube, onde lançaram o single de estreia "Stand Again" para download gratuito em 27 de abril de 2013.

##### Início
A banda lançou seu EP de estreia independente chamado "Youth" em 1 de Julho de 2013. O lançamento desta faixa estendida trouxe à banda um sucesso razoável. Algumas de suas músicas tocaram em estações de rádio australianas, como a 2Day FM e Triple J. Logo após o lançamento do "Youth", a With Confidence iniciou turnê com a The Never Ever. A banda também tocou como banda de abertura na passagem da Twenty Twelve Tour pela Austrália e nas turnês da bandas 5 Seconds of Summer, The Getaway Plan e The Red Jumpsuit Apparatus.
Em 8 de janeiro de 2014, a With Confidence anunciou que o guitarrista Samuel Haynes não fazia mais parte da banda. A banda continuou escrevendo músicas, mesmo estando com um integrante a menos.
Em 31 de março de 2014 eles lançaram um single novo "I Will Never Wait", juntamente com seu videoclipe. Eles apoiaram o lançamento do single com a primeira turnê nacional em abril, tendo esgotado seus ingressos em vários shows, incluindo o show que aconteceu no "The Lair", em Sydney (The Metro Theatre).
No dia 3 de Setembro do mesmo ano, a banda voltou a ter um quarto integrante, quando o guitarrista Luke Rockets foi anunciado como membro oficial da banda. Eles continuaram ocupados fazendo turnês e abrindo shows para bandas como You Me at Six, Tonight Alive, Marianas Trench, e Kids in Glass Houses.
A With Confidence lançou o seu segundo EP "Distance" no dia 13 de Janeiro de 2015. Seguido da sua segunda turnê, que novamente lotou várias casas de shows ao redor da Austrália.

### Hopeless Records,Better Weather(2016–presente)
No dia 4 de Janeiro de 2016, a banda anunciou que havia assinado com a gravadora americana Hopeless Records. A notícia coincidiu com o lançamento do vídeo clipe de seu novo single "We'll Be Okay".
Em Abril, eles anunciaram que seu primeiro álbum, chamado "Better Weather", que seria lançado no dia 17 de Junho. Juntamente com essa notícia, eles lançaram a música "Keeper", o segundo single do álbum. A banda tocou na Warped Tour em 2016 e deverá abrir para Real Friends em sua turnê pelo Reino Unido em Dezembro.

## Membros

###### Atualmente
- Joshua Brozzesi – bateria (2012–present)
- Inigo Del Carmen – vocal de apoio, guitarra (2012–present)
- Jayden Seeley – vocalista principal, baixo (2012–present)

###### Ex-Membros
- Samuel Haynes – guitarra (2012–14)
- Luke Rockets—guitarra (2014-2017)

## Discografia

###### Álbuns de estúdio
| Título         | Detalhes                                                                        | Ranking |
| Título         | Detalhes                                                                        | AUS     |
| -------------- | ------------------------------------------------------------------------------- | ------- |
| Better Weather | - Lançamento: 17 June 2016 - Gravadora: Hopeless (HR2259) - Formato: CD, DL, LP | 22      |

###### EP
| Título   | Detalhes                                                        |
| -------- | --------------------------------------------------------------- |
| Youth    | - Released: 1 July 2013 - Label: Self-released - Format: DL     |
| Distance | - Released: 13 January 2015 - Label: Self-released - Format: DL |

###### Singles
| Título          | Ano  | Álbum          |
| --------------- | ---- | -------------- |
| "We'll Be Okay" | 2016 | Better Weather |